# Lithoprocris postcaerulescens
Lithoprocris postcaerulescens là một loài bướm đêm thuộc phân họ Arctiinae, họ Erebidae.